# 無常院 (長野市)
無常院（むじょういん）は長野県長野市安茂里小市に存在する浄土宗鎮西派の寺院。山号は菩提山、寺号は南泉寺。信濃三十三観音霊場の十二番札所。善光寺七寺に挙げられる場合がある。

## 概要
寺伝によれば、永承3年（1048年）天台宗寺院として誓林坊が開山した。往時は中御所にあったが衰微し、天正2年（1574年）に慶誉上人によって堂宇を移転・再建し、浄土宗として中興とされた。　
本尊の銅造阿弥陀如来は、一光三尊の善光寺仏で、鎌倉時代中期と推定され、現在は秘仏となっている（長野市指定文化財）。また善光寺と同じ立葵の寺紋を使用している。
境内の観音堂にある馬頭観世音菩薩は、「子育観音」と称され信濃三十三観音霊場の札所の観音として信仰を集めている。

## 境内
本堂と庫裡は弘化4年（1847年）の善光寺地震で倒壊し、嘉永3年（1850年）に再建された。山門は元禄時代の鐘楼門であり、脇には六地蔵が並ぶ。観音堂には馬頭観音が安置されている。

## 御詠歌
中見堂　
参りて拝む　
ありがたや　
よきもあしきも　
もらし給ふな